# Національний театр і Національна концертна зала в Тайбеї
25°02′06″ пн. ш. 121°31′05″ сх. д. / 25.035° пн. ш. 121.51805556° сх. д.

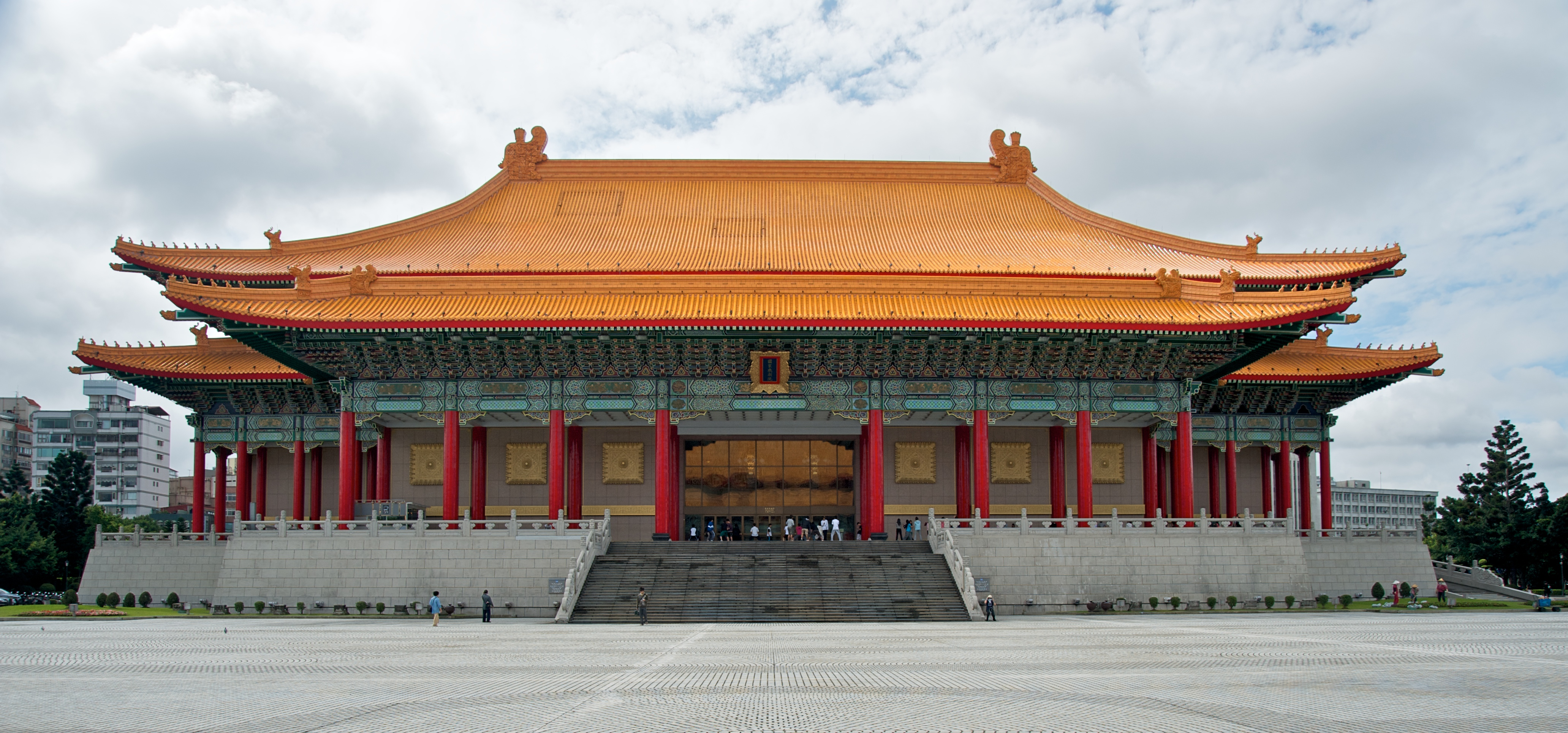
Національний театр

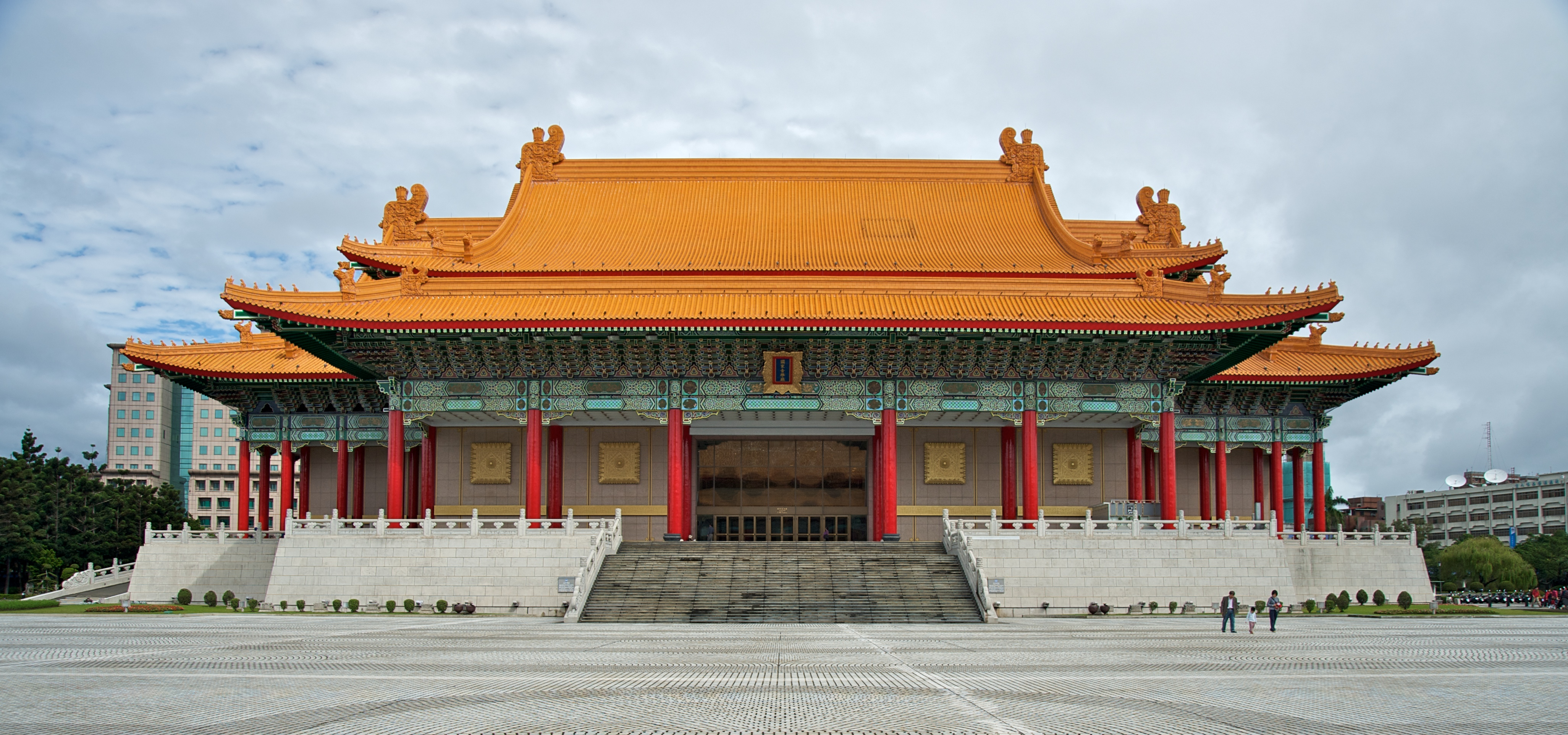
Національна концертна зала

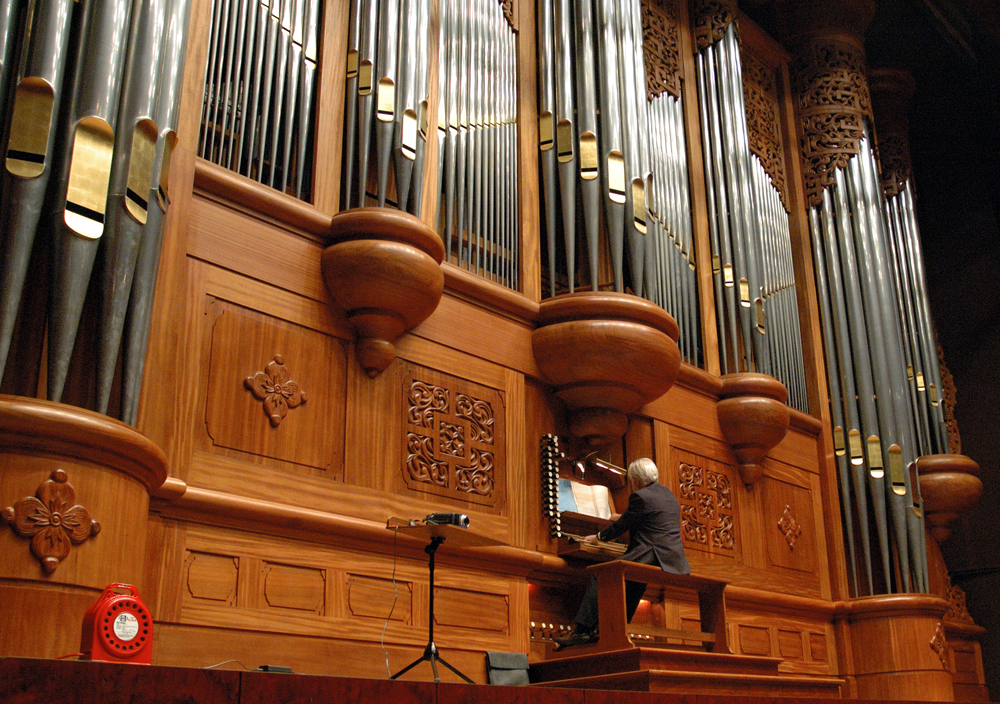
Орган у Національній концертній залі Тайваню був найбільшим в Азії, коли його було встановлено в 1987 році.

Національний театр (трад. кит.: 國家新劇院 піньїнь: Guójiā Xìjù Yuàn) та Національна концертна зала (трад. кит.: 國家音樂廳; піньїнь: Guójiā Yīnyuè Tīng) — комплекс з двох будівель для проведення вистав виконавських мистецтв, розташований на площі Свободи в районі Чжунчжен, Тайбеї. Будівництво було завершено 1987 року.

## Історія
Тайванський національний театр і Національна концертна зала — дві найбільші культурні будівлі для сучасного виконавського мистецтва, створені в Азії. Після смерті Чан Кайші в 1975 році гоміньданівський уряд санкціонував будівництво пам'ятника та об'єктів культурного мистецтва в центрі Тайбея. Вартість проєкту становила 7,4 мільярда нових тайванських доларів.
Ян Чжо-чен та «Architects and Engineers Associates» відповідали за загальний дизайн. Обидві будівлі, хоч і сучасні за функціями та призначенням, споруджені за канонами китайської палацової архітектури. Німецька компанія G+H та компанія Philips із Нідерландів відіграли провідну роль у розробці дизайну інтер'єру, сценічного освітлення та акустики. Будівлі були завершені 20 вересня 1987 року та офіційно відчинили свої двері наступного місяця під офіційною назвою «Національного культурного центру імені Чан Кайші». Віцепрезидент Лі Ден-хуей та прем'єр-міністр Юй Го-хуа головували на церемонії відкриття двох будівель 31 жовтня 1987 року.
Масові демократичні мітинги на площі Свободи в 1990 році започаткували швидкий, але мирний перехід тайванського суспільства від однопартійного авторитарного правління до плюралістичної демократії. У 1999 році Міністерство освіти під керівництвом Лі Ден-Хуея, першого обраного президента Тайваню, об'єднало органи управління Національного театру та Концертної зали з керівництвом Національного симфонічного оркестру, Національного китайського оркестру та Національного хору. У 2004 році ця більша організація стала самостійним виконавчим органом, Національним культурним центром CKS, очолюваним художнім керівником, підзвітним раді директорів.
Кожна споруда може одночасно приймати щонайменше два заходи. У Національному театрі є експериментальний театр меншого розміру, а в Національному концертному залі — камерний концертний зал. Водночас на площі можуть ставитися вистави просто неба. Орган Флентропа Оргельбау в Національному концертному залі був найбільшим органом в Азії на момент його встановлення у 1987 році. В обох будівлях розташувалися також художні галереї, бібліотеки, магазини та ресторани. У Національному театрі розташована бібліотека виконавських видів мистецтва та видавництва Taiwan's Performing Arts Review.
Національний театр та концертний зал, як і всі театральні зали у столицях, відіграють не лише художню, а й дипломатичну роль. До гостей регулярно входять обрані лідери Тайваню, а також міжнародні артисти та високопосадовці. Серед відвідувачів протягом багатьох років були Маргарет Тетчер із Великої Британії, Лі Куан Ю із Сінгапуру, Рафаель Кальдерон Муньос із Коста-Рики та колишня перша леді США Бетті Форд.

## Виступи відомих театральних колективів та музикантів

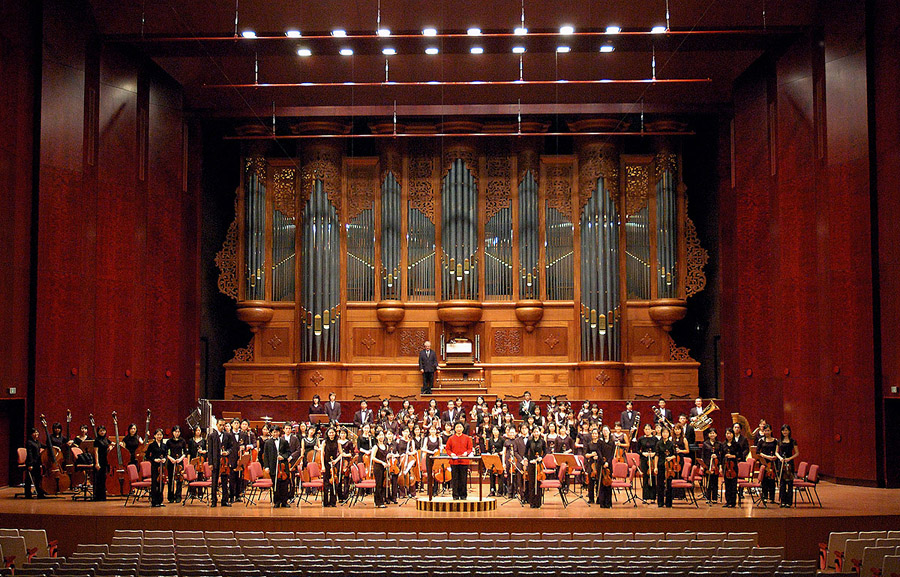
Апо Сюй та Симфонічний оркестр NTNU на сцені Національного концертного залу.

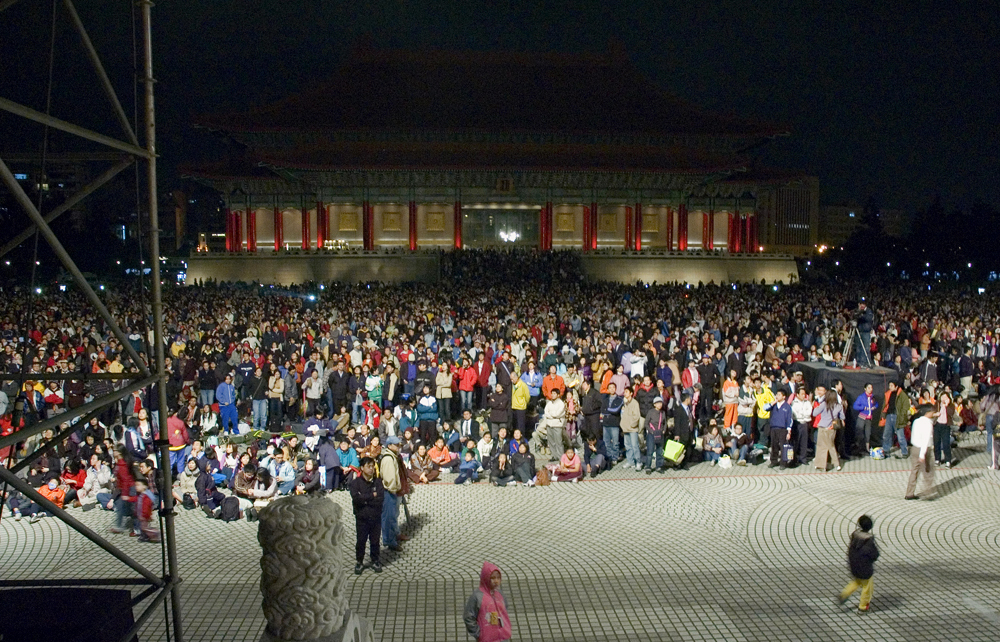
Тисячі людей збиралися на площі Свободи у 2005 році, щоб послухати виступ сера Саймона Реттла та Берлінського філармонічного оркестру у Національній концертній залі.

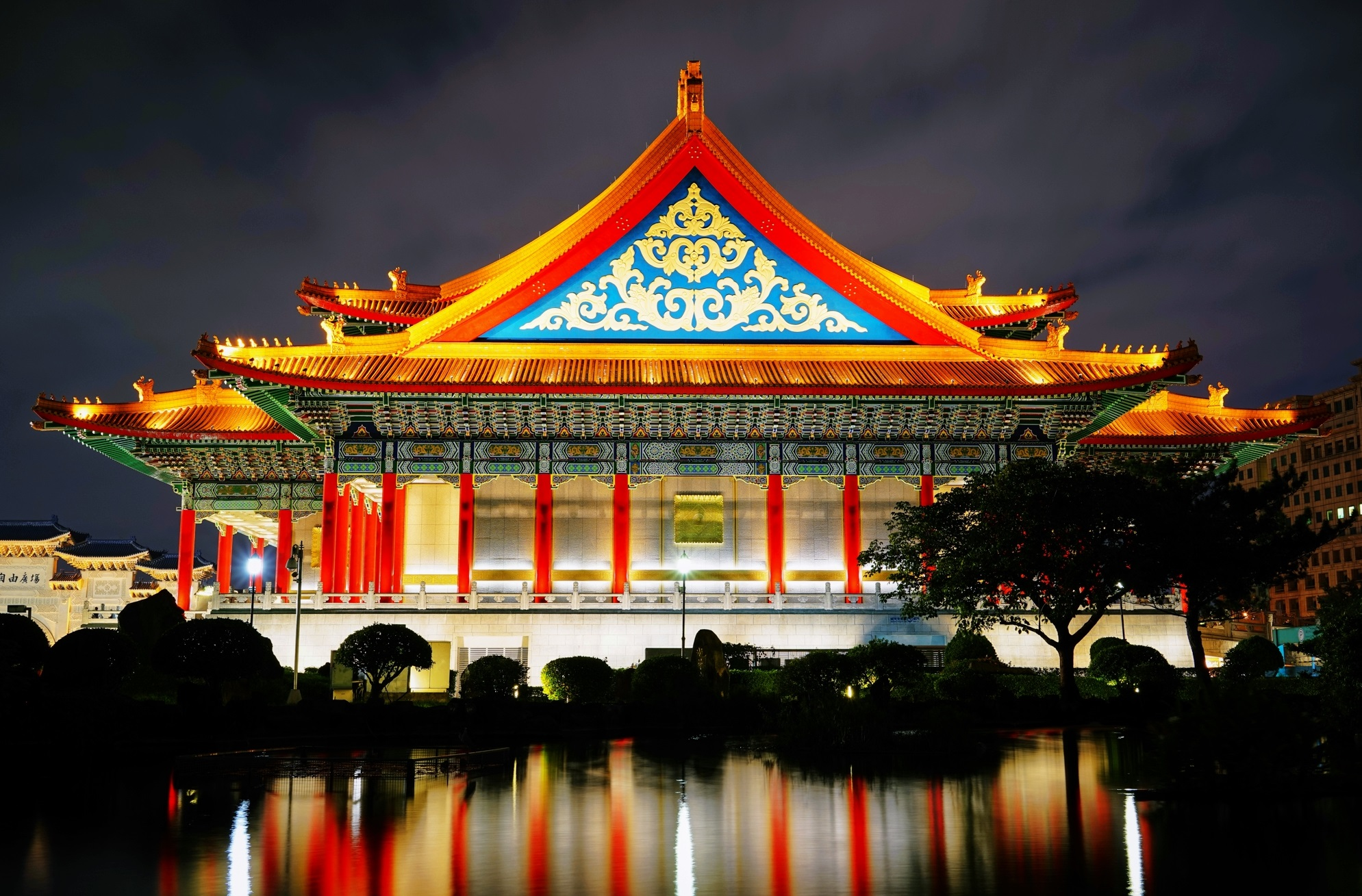
Національна концертна зала вночі

До списку театрів, які виступали в Національному театрі, входять такі колективи та окремі виконавці: Театр танцю «Захмарна брама», трупа Судзукі з Тоги та її керівник Тадаші Судзукі, Тайванська опера Ян Лі-хуа, трупа театру Мін Хуаюань, оперна трупа Фей Ма Ю, ляльковий театр Pili Heroes, виконавець кабукі Бандо Тамасабуро V, режисер Роберт Вілсон, танцівники Марта Грем, Мерс Каннінгем, Рудольф Нурієв, Піна Бауш, Тріша Браун, Лю Фен-сюе, Лінь Хвай-мінь, Ло Ман-фей, Ю Хао Шао-лу. Також розвивається співпраця з Національним театром танцю Шайо із Франції та Театром танцю «Mercat De Les Flors» з Іспанії.
Серед іноземних виконавців у Національному концертному залі були композитори Філіп Гласс, Семюел Адлер і Фредрік Ернест, сопрано Джессі Норман, Барбара Хендрікс і Мірелла Френі, тенори Пласідо Домінго, Хосе Каррерас і Лучано Паваротті, баритон Брін Терфель, баритон Брін Терфель Суванаї, віолончелісти Мстислав Ростропович та Йо-Йо Ма, піаністи Нобуюкі Цудзі, Рут Сленчинська, Фу Цонг та Володимир Ашкеназі, диригенти Рудольф Баршай, Саймон Реттл, Гюнтер Гербіг, Мей-Енн Чен, Серджиу Челибидаке, Майкл Тілсон Томас, Апо Хсу, Гельмут Ріллінг та Лорін Маазель.
У Національному концертному залі встановлено орган нідерландської фірми Flentrop 1987. Американський органіст-віртуоз Джон Вокер часто виступав у Концертному залі, починаючи з 1992 року. Він виступав як соліст, і разом з різними оркестрами, зокрема з Національним симфонічним оркестром Тайваню.
Серед колективів класичної музики, що виступали в Залі, були Джульярдський струнний квартет, Королівський оркестр Консертгебау в Амстердамі, Віденський філармонічний оркестр, Чеський філармонічний оркестр, Берлінський філармонічний оркестр, Мюнхенський філармонічний оркестр, Симфонічний оркестр Баварського радіо, Симфонічний оркестр Сан-Франциско, Шанхайський симфонічний оркестр та Віденський хор хлопчиків.
Професійні тайванські симфонічні оркестри, які регулярно виступають у залі: Національний симфонічний оркестр, Тайбейський симфонічний оркестр, Тайбейський національний симфонічний оркестр, симфонічний оркестр «Evergreen», Тайбейський китайський оркестр, Тайванський національний хор, Тайбейський філармонічний оркестр.
У репертуарах Національного театру та Національного концертного залу представлені художні стилі та традиції з усього світу, зокрема театр кабукі, шекспірівська драма, тайванська опера та лялькова драма, опера Верді, африканський танець, пекінська опера, бродвейські шоу, вагнерівська музична драма, паризька комічна опера та латиноамериканські танці. Ці зали є майданчиком для проведення різноманітних фестивалів та спеціальних заходів, зокрема Тайбейського міжнародного фестивалю мистецтв, серії міжнародних фестивалів мистецтв («Виклик в екстазі», «Поетичні есе з живим змістом»), Британського театрального фестивалю, Фестивалю китайської драми та Тайбейського кінофестивалю. Концертні споруди регулярно слугують тлом для заходів просто неба на площі Свободи, включаючи візити на Тайвань іноземних лідерів і щорічний Тайбейський фестиваль ліхтарів.

Фестиваль «Classic 20» у 2007—2008 роках відзначив двадцятиріччя залів. Фестивальний сезон відвідали Тадаші Судзукі, Філіп Гласс, Роберт Вілсон, Симфонічний оркестр Баварського радіо та Німецька опера на Рейні, а також Театр танцю «Хмарні ворота», Тайванська опера Ян Лі-хуа (楊麗花歌仔戲), 表演工作坊) і New-Classic Dance Company (新古典舞團).